# Élections législatives de 1978 dans le Jura
Les élections législatives françaises de 1978 se déroulent les 12 et 19 mars 1978. Dans le département du Jura, deux députés sont à élire dans le cadre de deux circonscriptions.

## Élus
| Circonscription | Député sortant                              | Parti | Parti | Député élu ou réélu | Parti | Parti     |
| --------------- | ------------------------------------------- | ----- | ----- | ------------------- | ----- | --------- |
| 1re             | René Feït                                   |       | RI    | René Feït           |       | UDF (PR)  |
| 2e              | Henri Jouffroy suppléant de Jacques Duhamel |       | CDS   | Gilbert Barbier     |       | UDF (Rad) |

## Résultats

### Résultats à l'échelle du département
| Parti          | Parti                              | Premier tour | Premier tour | Second tour | Second tour | Sièges |
| Parti          | Parti                              | Voix         | %            | Voix        | %           | Sièges |
| -------------- | ---------------------------------- | ------------ | ------------ | ----------- | ----------- | ------ |
|                | Union pour la démocratie française | 41 643       | 30,77        | 73 949      | 52,07       | 2      |
|                | Rassemblement pour la République   | 22 250       | 16,44        | Retrait     | Retrait     | 0      |
|                | Divers droite                      | 2 851        | 2,11         |             |             | 0      |
|                | Majorité présidentielle            | 66 744       | 49,32        | 73 949      | 52,07       | 2      |
|                |                                    |              |              |             |             |        |
|                | Parti socialiste                   | 33 438       | 24,71        | 68 073      | 47,93       | 0      |
|                | Parti communiste français          | 24 830       | 18,35        | Retrait     | Retrait     | 0      |
|                | Mouvement des radicaux de gauche   | 1 052        | 0,78         |             |             | 0      |
|                | Union de la gauche                 | 59 320       | 43,83        | 68 073      | 47,93       | 0      |
|                |                                    |              |              |             |             |        |
|                | Extrême gauche                     | 4 339        | 3,21         |             |             | 0      |
|                | Divers écologiste                  | 2 973        | 2,20         | 0           |             |        |
|                | Parti socialiste unifié            | 1 965        | 1,45         | 0           |             |        |
|                |                                    |              |              |             |             |        |
| Inscrits       | Inscrits                           | 166 064      | 100,00       | 165 985     | 100,00      | 2      |
| Abstentions    | Abstentions                        | 27 849       | 16,77        | 21 344      | 12,86       |        |
| Votants        | Votants                            | 138 215      | 83,23        | 144 641     | 87,14       |        |
| Blancs et nuls | Blancs et nuls                     | 2 874        | 2,08         | 2 619       | 1,81        |        |
| Exprimés       | Exprimés                           | 135 341      | 97,92        | 142 022     | 98,19       |        |

### Résultats par circonscription

#### Première circonscription (Lons-le-Saunier)
| Candidat       | Candidat                | Parti             | Premier tour | Premier tour | Second tour | Second tour |  |
| Candidat       | Candidat                | Parti             | Voix         | %            | Voix        | %           |  |
| -------------- | ----------------------- | ----------------- | ------------ | ------------ | ----------- | ----------- |  |
|                | René Feït sortant réélu | UDF (PR)          | 25 629       | 38,88        | 36 772      | 53,31       |  |
|                | René Colin              | PS                | 15 760       | 23,91        | 32 210      | 46,69       |  |
|                | Henri Auger             | PCF               | 11 692       | 17,74        | Retrait     | Retrait     |  |
|                | Max Jaillet             | RPR               | 6 939        | 10,53        |             |             |  |
|                | Jacques Cuaz            | Divers écologiste | 2 973        | 4,51         |             |             |  |
|                | Évelyne Fouchet         | LO                | 1 874        | 2,84         |             |             |  |
|                | Jacques Chevrier        | MRG               | 1 052        | 1,6          |             |             |  |
|                |                         |                   |              |              |             |             |  |
| Inscrits       | Inscrits                | Inscrits          | 81 642       | 100,00       | 81 575      | 100,00      |  |
| Abstentions    | Abstentions             | Abstentions       | 14 463       | 17,72        | 11 262      | 13,81       |  |
| Votants        | Votants                 | Votants           | 67 179       | 82,28        | 70 313      | 86,19       |  |
| Blancs et nuls | Blancs et nuls          | Blancs et nuls    | 1 260        | 1,88         | 1 331       | 1,89        |  |
| Exprimés       | Exprimés                | Exprimés          | 65 919       | 98,12        | 68 982      | 98,11       |  |

#### Deuxième circonscription (Dole)
| Candidat       | Candidat               | Parti          | Premier tour | Premier tour | Second tour | Second tour |  |
| Candidat       | Candidat               | Parti          | Voix         | %            | Voix        | %           |  |
| -------------- | ---------------------- | -------------- | ------------ | ------------ | ----------- | ----------- |  |
|                | Jean-Pierre Santa-Cruz | PS             | 17 678       | 25,46        | 35 863      | 49,1        |  |
|                | Gilbert Barbier élu    | UDF (Rad)      | 16 014       | 23,07        | 37 177      | 50,9        |  |
|                | René de Menthon        | RPR            | 15 311       | 22,05        | Retrait     | Retrait     |  |
|                | Maurice Faivre-Picon   | PCF            | 13 138       | 18,92        | Retrait     | Retrait     |  |
|                | Hervé Lavenir          | Divers droite  | 2 851        | 4,11         |             |             |  |
|                | Noël Tritz             | PSU (FA)       | 1 965        | 2,83         |             |             |  |
|                | Michèle Millerot       | LO             | 1 737        | 2,5          |             |             |  |
|                | Charles-Yves Ratte     | LCR            | 728          | 1,05         |             |             |  |
|                |                        |                |              |              |             |             |  |
| Inscrits       | Inscrits               | Inscrits       | 84 422       | 100,00       | 84 410      | 100,00      |  |
| Abstentions    | Abstentions            | Abstentions    | 13 386       | 15,86        | 10 082      | 11,94       |  |
| Votants        | Votants                | Votants        | 71 036       | 84,14        | 74 328      | 88,06       |  |
| Blancs et nuls | Blancs et nuls         | Blancs et nuls | 1 614        | 2,27         | 1 288       | 1,73        |  |
| Exprimés       | Exprimés               | Exprimés       | 69 422       | 97,73        | 73 040      | 98,27       |  |